# Pedicularis aurantiaca
Pedicularis aurantiaca är en snyltrotsväxtart som först beskrevs av E.F.Sprague, och fick sitt nu gällande namn av Monfils och Prather. Pedicularis aurantiaca ingår i släktet spiror, och familjen snyltrotsväxter. Inga underarter finns listade i Catalogue of Life.